# General divizije (Hrvaška)
General divizije (izvirno hrvaško General zbora) je drugi najvišji vojaški čin v Hrvaški vojski in najvišji vojaški čin, ki ga lahko prejme pripadnik HV v mirnodobni sestavi; v Hrvaški vojni mornarici ustreza čin admirala. V skladu s Natovim standardom STANAG 2116 čin spada v razred OF-9 in velja za štirizvezdni čin. Višji čin je štabni general in nižji čin je generalpolkovnik.

## Določila o činu
V skladu z Zakonom o službi v Oboroženih silah Republike Hrvaške mora povišanje predlagati načelnik Generalštaba Oboroženih sil Republike Hrvaške v soglasju z ministrom za obrambo Republike Hrvaške, nato pa o povišanju odloča vrhovni poveljnik oboroženih sil: tj. predsednik Republike Hrvaške.. Tako ustreza činu generala (ZDA), generala (Združeno kraljestvo), generalpolkovnika (SFRJ),...
Oznaka čina je sledeče: nad tremi ležečimi, podolgovatimi pletenicami (pri čemer je srednja tanjša) se nahajajo štiri pletenice v obliki kvadrata oz. kara.
Nošnjo oznake čine narekuje Pravilnik o vojaški uniformi; na slavnostni in službeni uniformi se tako oznaka čina nahaja na naramenskih epoletah, medtem ko se na vojni (maskirni) uniformi oznaka čina nahaja na levi strani prsi, nad žepom (jakne, bluze,...).

## Seznam štabnih generalov
Do sedaj so bili v čin generala divizije povišani naslednji generali:
- general divizije Josip Lucić - aktualni načelnik Generalštaba Oboroženih sil Republike Hrvaške
- general divizije Imra Agotić
- general divizije Josip Ignac
- general divizije Pavao Miljavac
- general divizije Ante Roso